# Cyperus expansus
Espèce
Classification phylogénétique
Cyperus expansus est une plante aquatique de la famille des Cyperaceae endémique du nord-est de l'île de La Réunion, dans l'océan Indien.
Elle est localement appelée papyrus ou jonc et peut atteindre deux mètres de haut.
En 1977, Thérésien Cadet note qu'on ne lui connaît que deux stations, la première étant l'étang de Bois Rouge, la seconde la Rivière Sainte-Suzanne. Depuis, sa présence à l'embouchure de la Rivière Saint-Jean a été établie. Elle n'en reste pas moins menacée, d'autant qu'elle ne fait pas partie des espèces protégées par l'arrêté ministériel du 6 février 1987 fixant la liste des plantes concernées malgré sa rareté.

## Informations complémentaires
- Flore endémique de La Réunion.